# Eriosema gironcourtianum
Eriosema gironcourtianum är en ärtväxtart som beskrevs av Jacq.-fel. Eriosema gironcourtianum ingår i släktet Eriosema och familjen ärtväxter. Inga underarter finns listade i Catalogue of Life.